# Якісоба

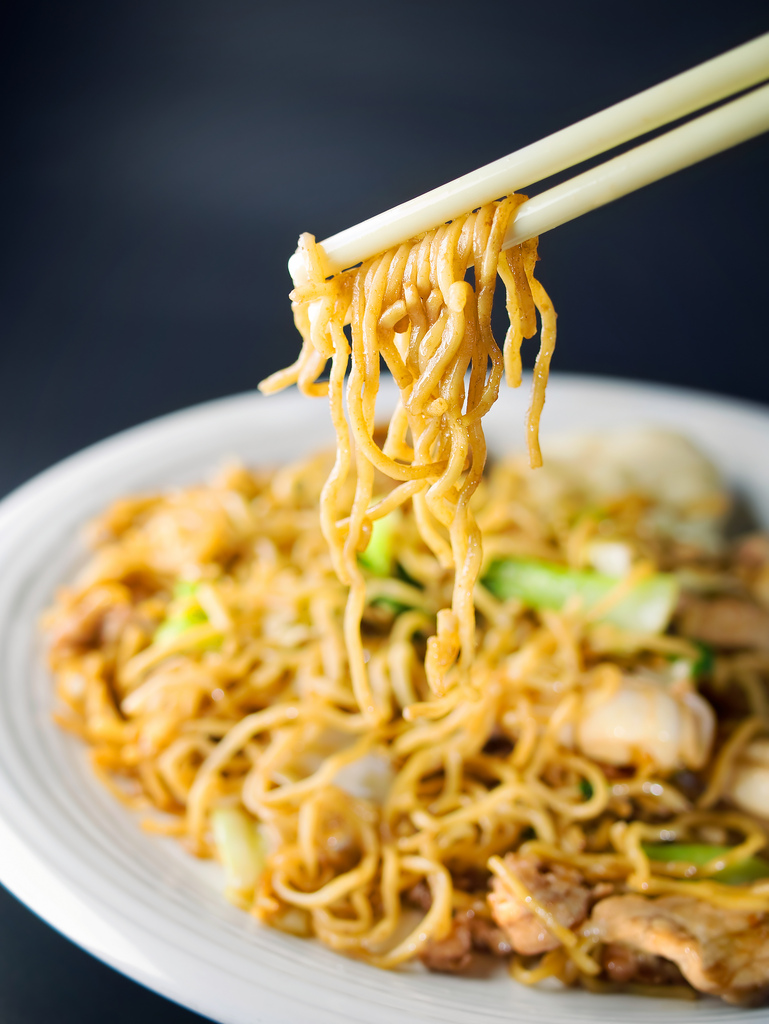
Якісоба

Якісоба (яп. 焼きそば, якісоба, «смажена локшина»), або також Сосу-якісоба (яп. ソース焼きそば, со:су якісоба, «смажена локшина в соусі») — страва японської кухні, запозичена з Китаю на початку XX століття. Предком якісоби є чаомянь.
Хоча соба — це гречана локшина, якісобу готують з яєчної пшеничного локшини тюка-соба (яп. 中華そば, «китайська локшина», див. «рамен»). Її поливають японським різновидом вустерського соусу.
Для приготування якісоби локшину обсмажують в соусі разом з дрібними шматочками свинини, капусти або моркви. Подають з бені-сьоуґа, кацуобусі, аонорі або майонезом.
Ця страва може бути як основною, так і виступати гарніром, а також бути начинкою в бутербродах. Якісобу можна купити в магазинах, її подають на мацурі. Іноді як локшина для якісоби використовується удон — тоді страва називається «якіудон». Цей вид локшини з'явився в Кіта-Кюшю.
На Окінаві в якісобу додають сосиски, шинку, курку або свинину. В Хіросімі якісобу смажать в окономіякі.

## Якісоба швидкого приготування
Якісобу швидкого приготування продають у супермаркетах, перед вживанням її потрібно лише залити окропом.
Компанія Sapporo Ichiban випускає безліч різновидів швидкорозчинної якісоби, в якій знаходяться також сушені водорості та упаковка з соусом. Локшину заливають окропом, підсмажують з соусом та капустою з м'ясом, а потім подають, насипавши на верх страви водорості. Інший різновид виробництва компанії Maruchan містить крім локшини кукурудзу, цибулю та капусту.
Компанія Nissin Foods продає якісобу в Німеччині під маркою «Yakisoba Deluxe». Готується також з додаванням води на сковороду, де смажиться локшина, а потім зверху висипають сушені овочі, додають соус і тушкують.
Локшина «UFO» (яп. 日清焼そばU.F.O., ніссін якісоба UFO) готується інакше: слід заливати воду прямо в контейнер, відкривши пакувальну плівку з того боку, де знаходяться овочі та соус, а після приготування плівку знімають з іншого боку, де під нею знаходиться перфорований папір, що дозволяє воді витекти.

## Галерея

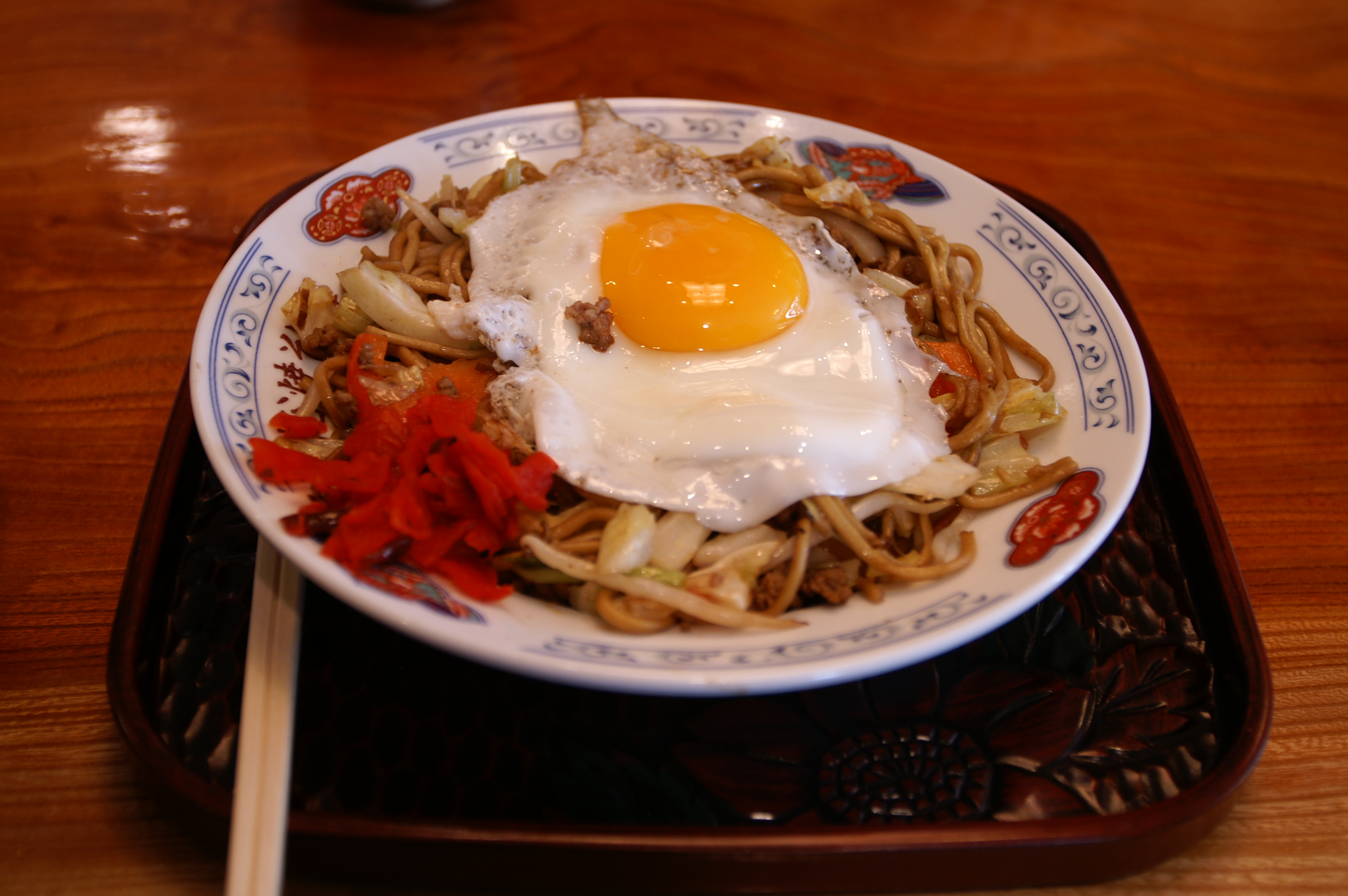
Йокоте-якісоба в Акіті
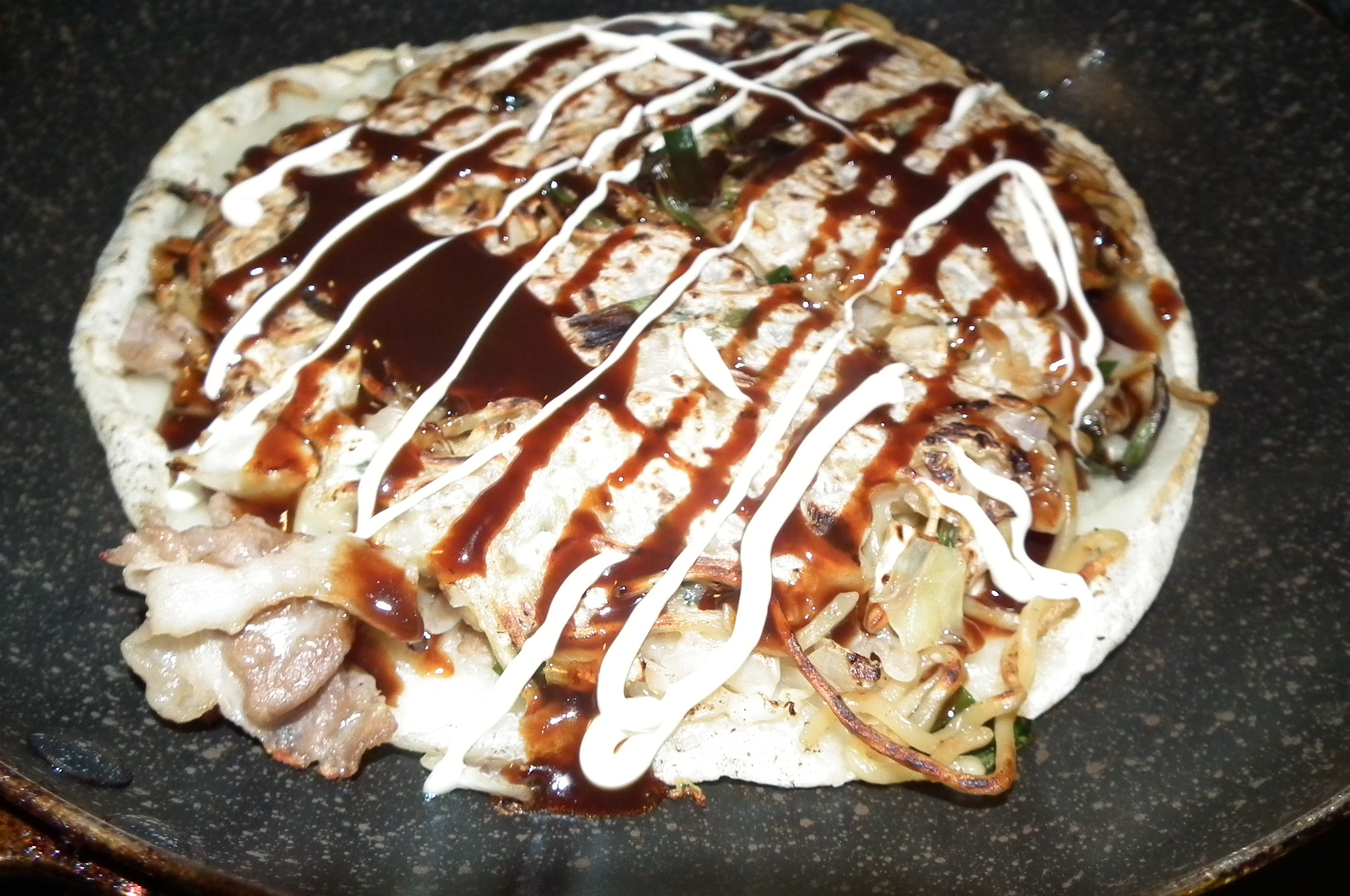
Хіросімська якісоба в окономіякі
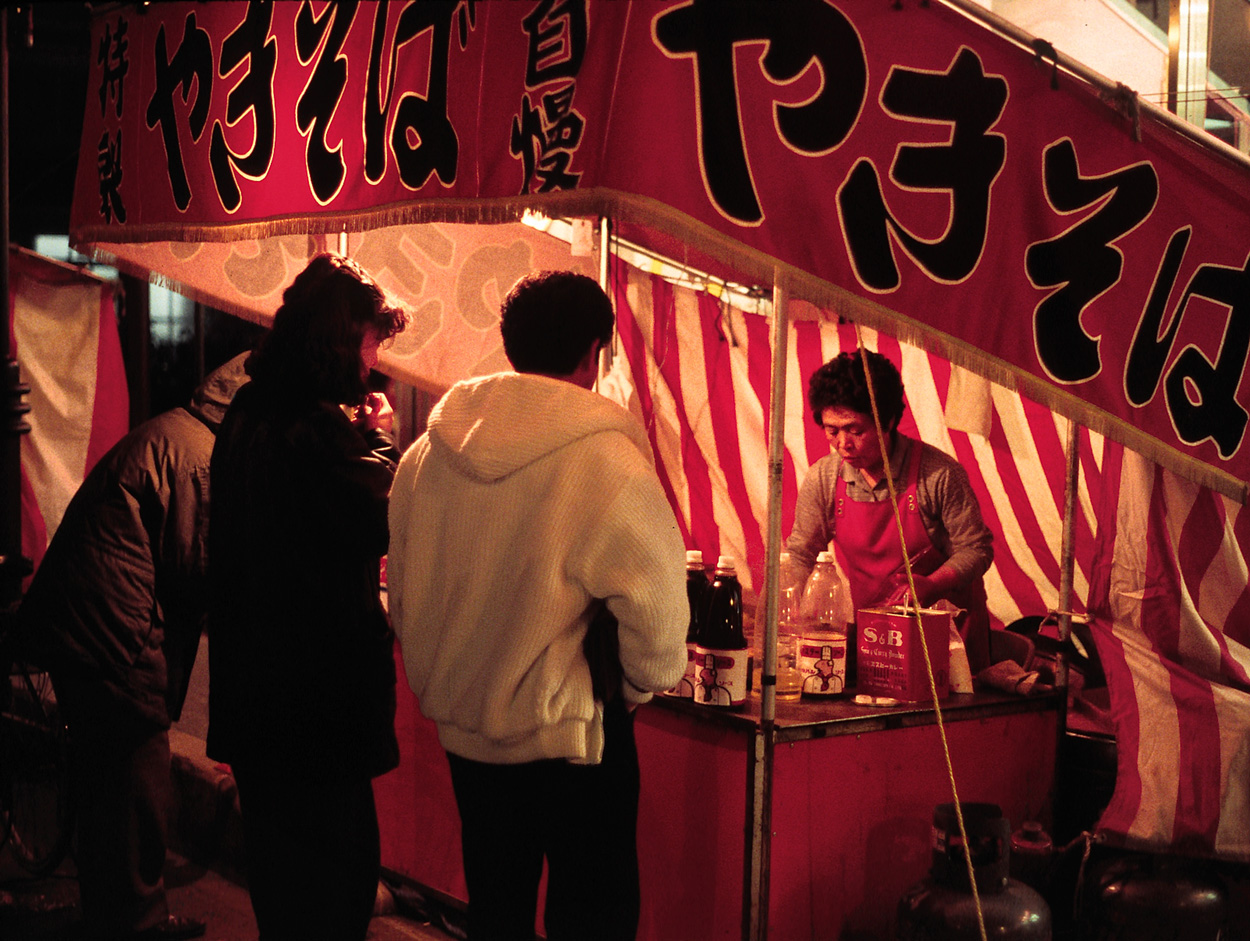
Вулична палатка, де продають якісобу
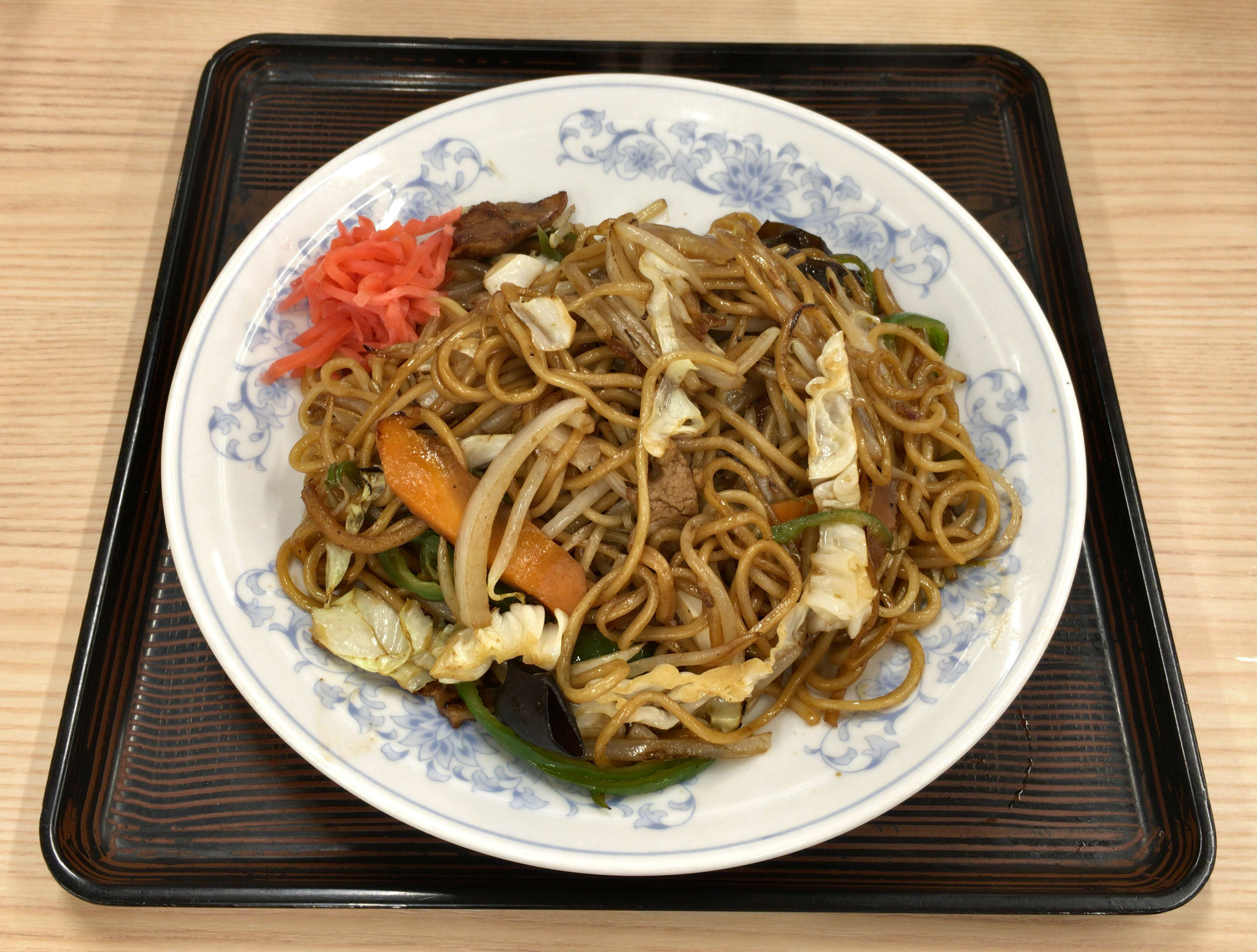
Якісоба
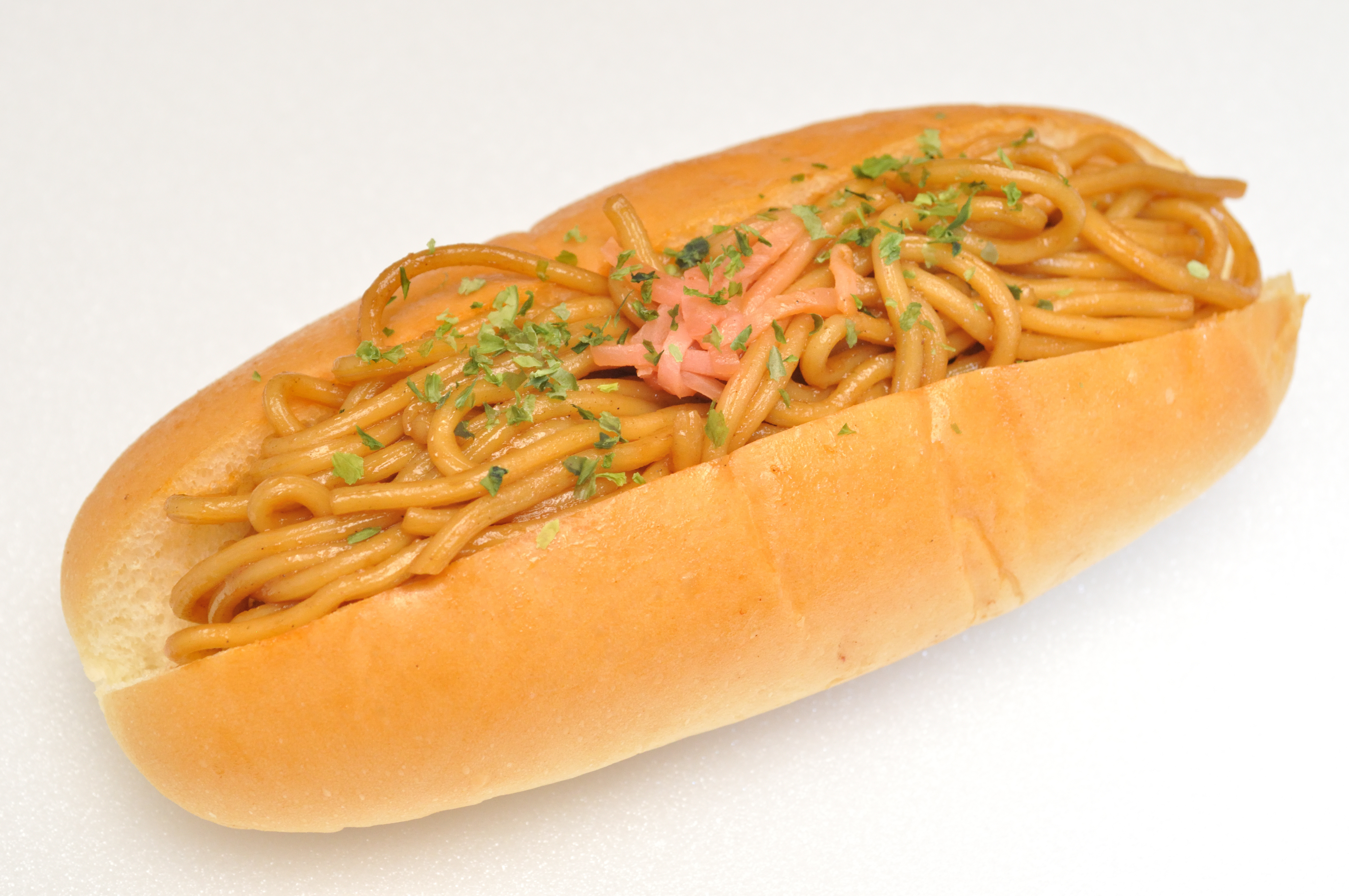
«Якісоба-пан», хліб з якісобою
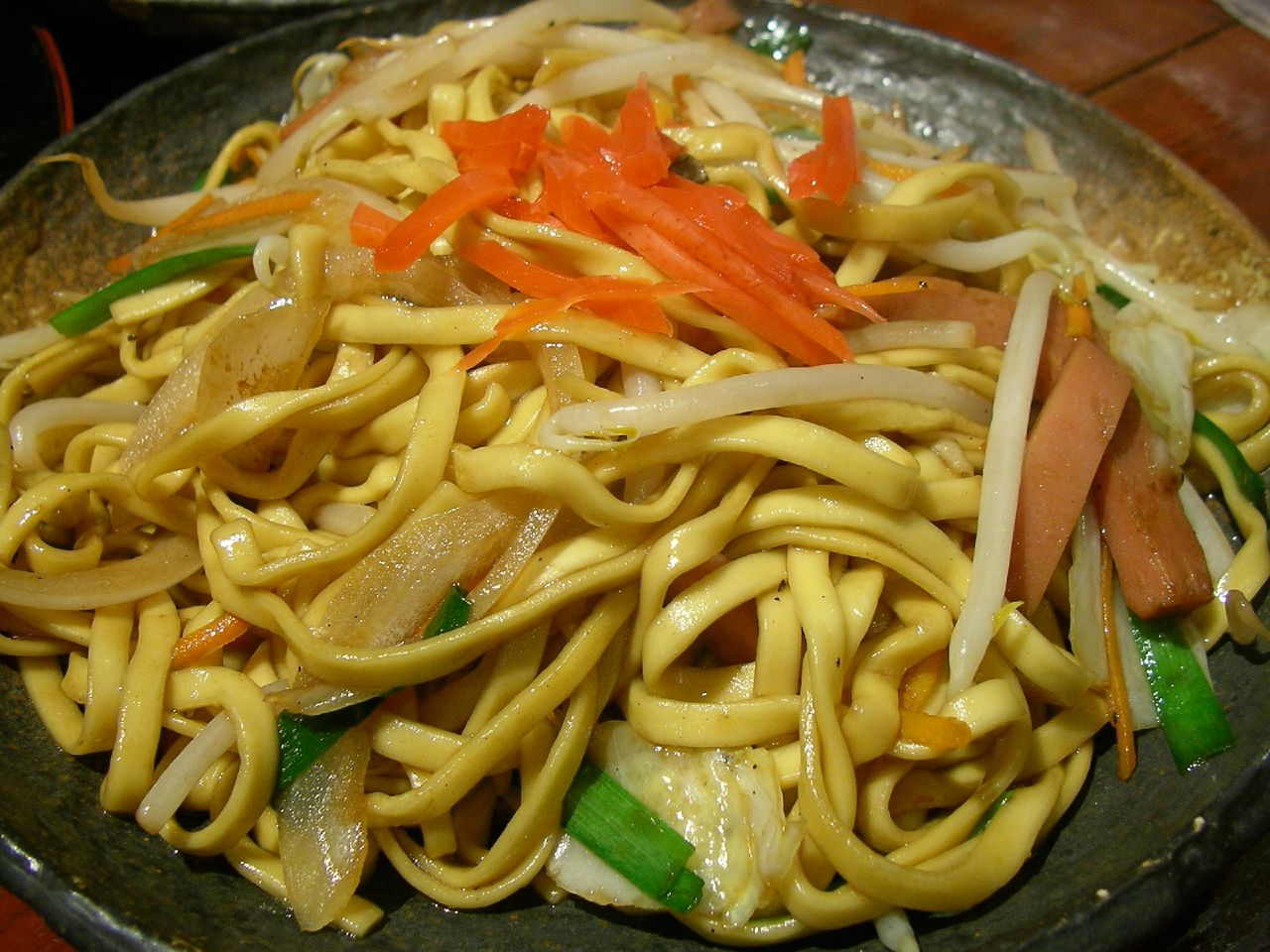
Окінавська якісоба з паростками бобів
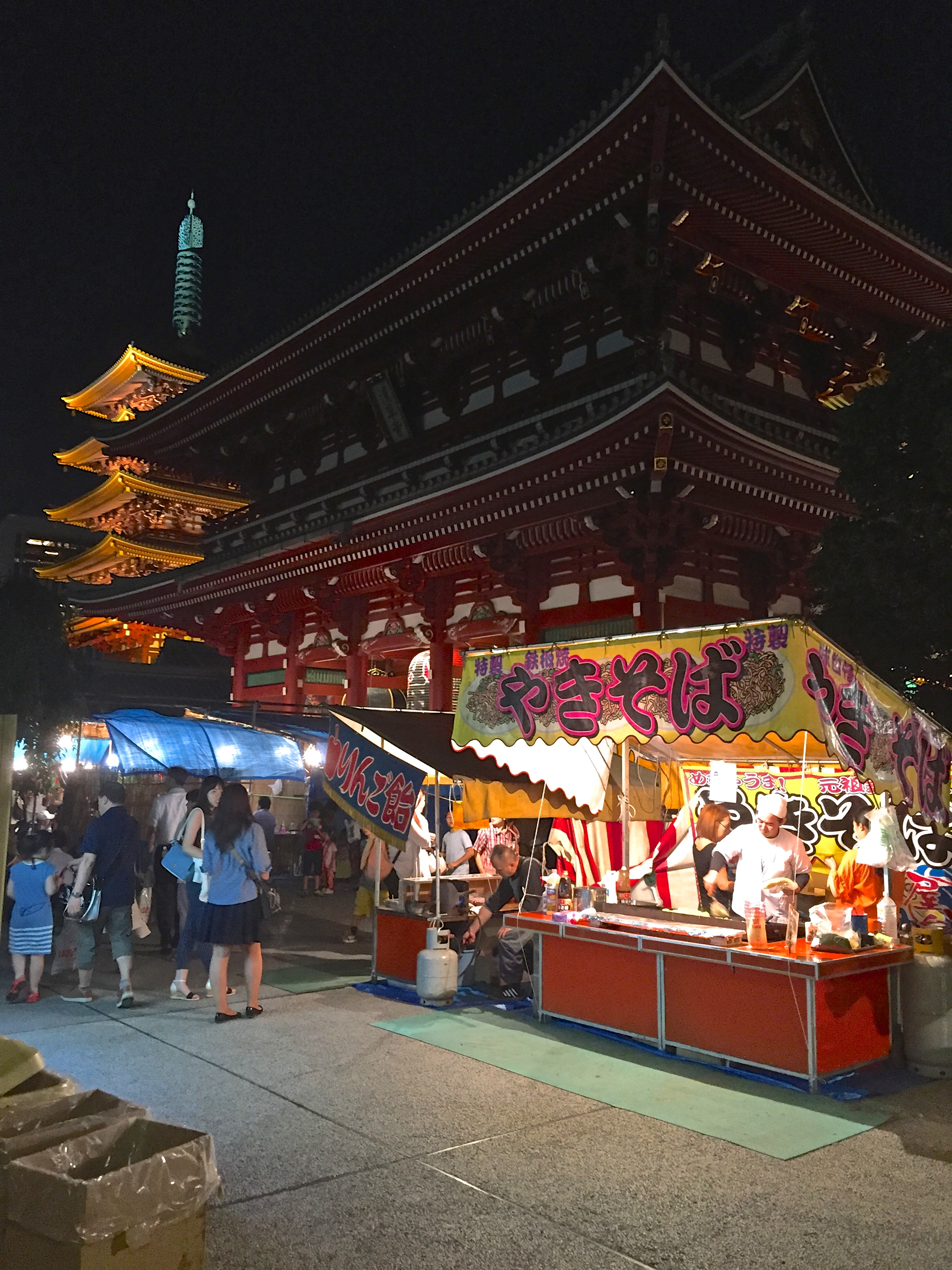